# Philetus Swift
Philetus Swift (* 26. Juni 1763 in Kent, Litchfield County, Colony of Connecticut; † 24. Juli 1828 in Phelps, Ontario County, New York) war ein US-amerikanischer Politiker.

## Werdegang
Swift entschied sich eine politische Laufbahn einzuschlagen. Er war ein Mitglied der New York State Assembly, wo er die Genesee, Ontario und Allegany Counties zwischen 1807 und 1808 sowie den Ontario County 1823 vertrat.
Ferner kämpfte er im Britisch-Amerikanischen Krieg, wo er zuletzt den Dienstgrad eines Lieutenant Colonel bekleidete.
Swift war von 1810 bis 1815 und dann wieder von 1816 bis 1818 ein Mitglied im Senat von New York, wo er den Western District vertrat. Als John Tayler nach dem Rücktritt von Daniel D. Tompkins im Februar 1817 kommissarischer Gouverneur von New York wurde, wurde Swift zum President pro Tempore im Senat gewählt. Er war bis zum 1. Juli 1817 kommissarischer Vizegouverneur (engl. Lieutenant Governor).
Als Swift 1828 verstarb, wurde er auf dem Pioneer Cemetery bei Phelps beigesetzt. Allerdings wurden in den frühen 1900er Jahren seine Enkelin und seine sterblichen Überreste auf den Webster Rural Cemetery in Webster (New York) umgebettet.

## Familie
Philetus Swift war der Sohn von Elisha Swift (* 1731) und Mary Ransom (* 1738). Am 4. April 1786 heiratete er seine erste Ehefrau, Electra Goodrich, in Sharon, Connecticut. Am 22. Mai 1793 heiratete er dann seine zweite Ehefrau, Sally Deane (1774–1820?), in Phelps (New York). Das Paar hatte einen gemeinsamen Sohn, Deane Swift (1794–1818). Am 26. November 1823 heiratete er seine dritte Ehefrau, Fanny (oder Fauna, Fawnia, Faunia) Cole (ca. 1792–1880). Das Paar hatte eine gemeinsame Tochter, Electra Jane Swift (1825–1904).